# Hemidactylus lavadeserticus
Espèce
Synonymes
- Hemidactylus turcicus lavadeserticus 
Moravec & Böhme, 1997

Hemidactylus lavadeserticus est une espèce de geckos de la famille des Gekkonidae.

## Répartition
Cette espèce est endémique de Syrie.

## Publication originale
- Moravec & Böhme, 1997 : A new subspecies of the Mediterranean gecko, Hemidactylus turcicus from the Syrian lava desert. (Squamata: Sauria: Gekkonidae). Herpetozoa, vol. 10, n. 3/4, p. 121-128 (texte intégral).